# Guanti d'oro
Guanti d'oro (Golden Gloves) è un film del 1940 diretto da Edward Dmytryk.
È un poliziesco statunitense con Richard Denning, Robert Ryan e J. Carrol Naish.

## Trama
Nel corso di un incontro di pugilato dilettantistico un giovane ragazzo, Joey Parker, viene picchiato a morte, senza nessuna ragione.
Il giornale si rifiuta di stampare la verità di ciò che sta dietro la morte di Parker e Wally Matson si dimette in segno di protesta. La verità è che Parker era solo uno dei tanti ragazzi senza scrupoli utilizzati da un promoter di boxe, Joe Taggerty, che ha pagato il silenzio del redattore del giornale.
Wally promette di ripulire la scena di pugilato dilettantistico esponendo la corruzione. Ottiene un lavoro in un piccolo giornale e convince l'editore di sponsorizzare un torneo.
Wally invita personalmente Billy Gru a partecipare alla partita di apertura del torneo. Billy è innamorato della sorella di Joey Parker, Mary, perciò rifiuta. Per arrivare a combattere Billy, Wally ha bisogno di convincere Mary a uscire a cena con lui. Lui le racconta la sua infanzia difficile e di come la boxe ha dato speranza di assicurare il suo futuro. Billy entra nel torneo.
Taggerty non è felice credendo che questo nuovo torneo iniziato da Wally lo abbia messo fuori dal mercato. Taggerty cerca di convincere Billy che Wally viene dopo la sua amata Mary.
Taggerty va ancora oltre per sabotare il torneo. Egli paga un pugile professionista, Cliff Stanton, per inserirlo nel torneo come dilettante. Il piano di Taggerty è rovinato quando Billy deve combattere contro Stanton. Billy batte Stanton onestamente nella lotta, l'inganno di Taggerty fallisce, e Billy vince il torneo "Golden Gloves".